# Gemeinde Brežice

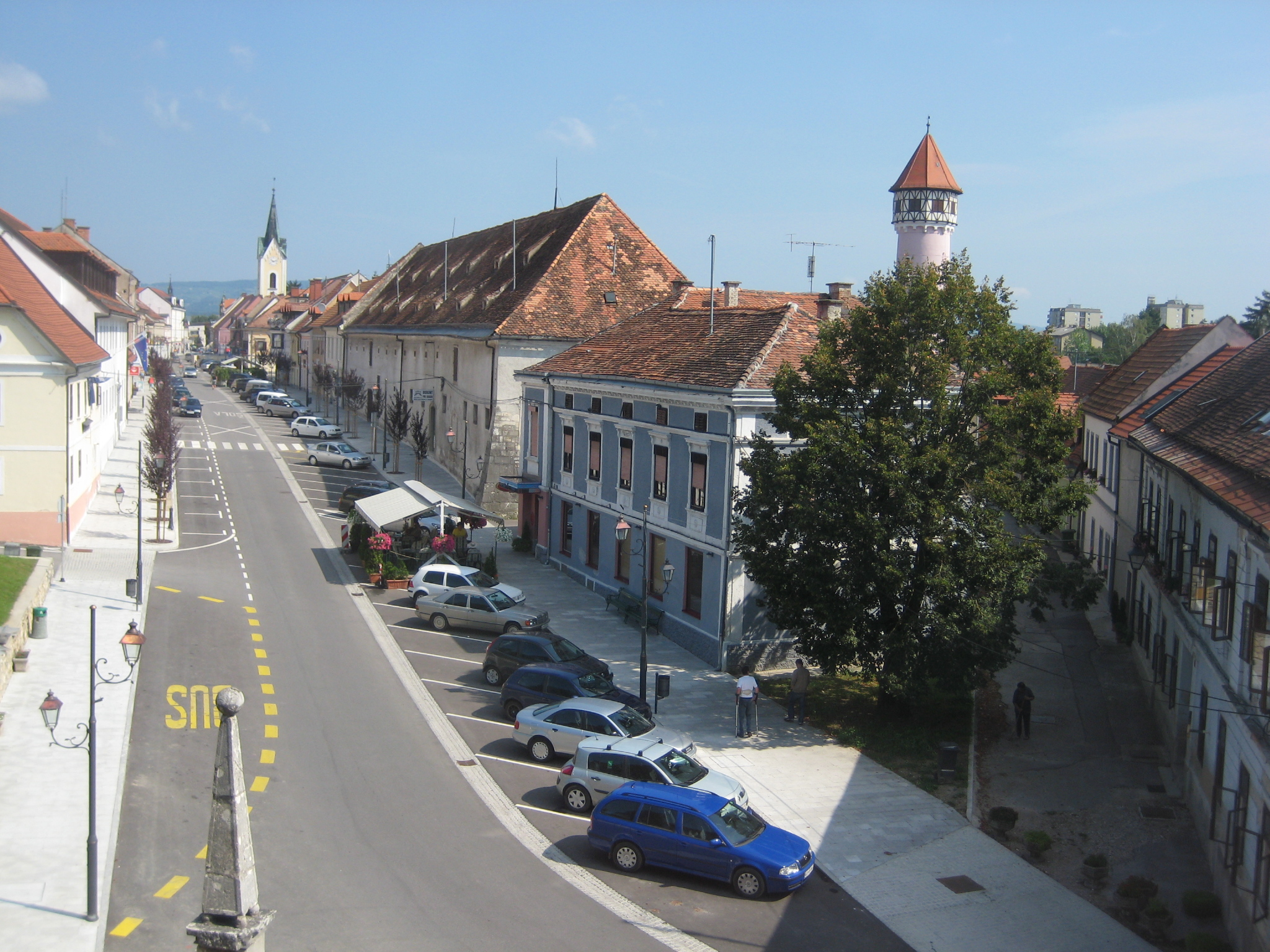
Brežice

Die Gemeinde Brežice ist eine Gemeinde (Občina) in der Region Posavje (Unteres Savetal) im Osten Sloweniens, nahe der Grenze zu Kroatien. Ihr Hauptort ist die Stadt Brežice.

## Lage
Die Gemeinde liegt in der Ebene von Krško und Brežice (slowenisch Krško-Brežiška ravan) an den Mündungen von Krka sowie Sotla in die Save.
Das Gebiet war traditionell zwischen Untersteiermark (Gebiet am linken Ufer der Save) und Unterkrain (Gebiet am rechten Ufer der Save) aufgeteilt. Die gesamte Gemeinde gehört nun zur statistischen Region Posavska.

## Ortschaften und Siedlungen der Gemeinde
Die Gemeinde (Občina) Brežice besteht aus mehr als 100 Ortschaften und Siedlungen, die zu 20 Ortsgemeinschaften (Krajevna skupnost (KS), fett) zusammengefasst sind.
1. Arnovo Selo (dt.  Arnoldsdorf, auch Arnsdorf)
2. Artiče (dt. Artitsch)
3. Bizeljska Vas (dt. Wiselldorf)
4. Bizeljsko (dt. Wisell)
5. Blatno (dt. Kothdorf)
6. Bojsno
7. Boršt (dt. Forst)
8. Bračna Vas (dt. Brattersdorf, auch Bratschendorf)
9. Brežice
10. Brezje pri Bojsnem (dt. Pirk)
11. Brezje pri Veliki (dt. Pirch)
12. Dolini Brezovica na Bizeljskem (dt. Nieder Birkdorf)
13. Brvi (dt. Wervi)
14. Bukošek (dt. Buchenort) (zu KS: Zakot-Bukošek-Trnje)
15. Bukovje (dt. Buchdorf in der Wisell)
16. Bušeča Vas (dt. Puschendorf, auch Waschendorf)
17. Čatež ob Savi (dt. Tschattesch bei Wierstein, auch Teufelsdorf)
18. Čedem (dt. Burgenbüchel, auch Gramsdorf)
19. Cerina (dt. Drachenhof)
20. Cerklje ob Krki (dt. Zirklach, auch Birkenfeld)
21. Cirnik (dt. Zirnig)
22. Črešnjice pri Cerkljah (dt. Kirchstätten)
23. Cundrovec (dt. Zundersberg) (zu KS: Šentlenart)
24. Curnovec (dt. Zornsberg)
25. Dečno (dt. Vedesendorf)
26. Selo Vas
27. Dobeno (dt. Duben)
28. Dobova (dt. Dobau)
29. Dolenja Pirošica (dt. Nieder-Piroschitz)
30. Dolenja Vas pri Artičah (dt. Niederdorf, auch Wulfingsdorf)
31. Dolenje Skopice (dt. Nieder-Skopitz)
32. Dramlja (dt. Dreml)
33. Drenovec pri Bukovju (dt. Drenowitz)
34. Dvorce (dt. Höflein)
35. Gabrje pri Dobovi (dt. Gaber, auch Gabersdorf)
36. Gaj (dt. Gai)
37. Gazice (dt. Gassendorf, auch Gassitz)
38. Globočice (dt. Tiefenbach)
39. Globoko (dt. Martz, auch Martzgeschiess)
40. Glogov Brod
41. Gorenja Pirošica (dt. Ober-Piroschitz)
42. Gorenje Skopice (dt.  Ober-Skopitz) (zu KS: Skopice)
43. Gornji Lenart (dt. Ober St. Leonhard)
44. Gregovce (dt. Gregorsdorf)
45. Hrastje pri Cerkljah (dt. Chrasst, auch Chratze)
46. Izvir (dt. Isvier)
47. Jereslavec (dt. Jereslawetz)
48. Jesenice (dt. Jessenitz) (zu KS: Jesenice na Dolenjskem)
49. Kamence (dt. Kamentsche)
50. Kapele (dt. Kapellen bei Rann, auch Wogrinsdorf, Sankt Georgen)
51. Koritno (dt. Goritten)
52. Kraška Vas (dt. Kraxendorf, auch Kraschkendorf)
53. Križe (dt. Kreuzen)
54. Krška Vas (dt. Munkendorf, auch Wertlein)
55. Laze (dt. Laase)
56. Loče (dt. Ried, auch Lotsch bei Rann)
57. Mala Dolina (dt. Kleinthal)
58. Mali Cirnik (dt. Klein-Zirnig)
59. Mali Obrež (dt. Klein Brisach)
60. Mali Vrh (dt. Kleinberg)
61. Mihalovec (dt. Michaelsdorf, auch Sankt Michael)
62. Mostec (Brežice) (dt. Brückel am Gurk)
63. Mrzlava Vas (dt. Kaltendorf, auch Merslaudorf)
64. Nova Vas ob Sotli (dt. Neudorf am Sattelbach, auch Neuendorf)
65. Nova Vas pri Mokricah (dt. Neudorf bei Mokritz)
66. Obrežje (dt. Obrischach, auch Obresche)
67. Oklukova Gora (dt. Oklukenberg)
68. Orešje na Bizeljskem (dt. Nussdorf in der Wisell)
69. Pavlova Vas (dt. Paulsdorf)
70. Pečice (dt. Petschitz)
71. Perišče (dt. Perische)
72. Piršenbreg (dt. Pirschenberg, auch Pirsenberg, Graflinden)
73. Pišece (dt. Pischätz)
74. Podgorje pri Pišecah (dt. Dreml bei Pischätz)
75. Podgračeno (dt. Gretsching)
76. Podvinje (dt. Podwein)
77. Ponikve (dt. Ponikel)
78. Poštena Vas (dt. Postendorf, auch Ehelberg)
79. Prilipe (dt. Bergelip)
80. Račja Vas (dt. Ratschendorf)
81. Rajec (dt. Raitz)
82. Rakovec (dt. Rakowitz)
83. Ribnica (dt. Fischering bei Gegenthal)
84. Rigonce (dt. Ringelsdorf, auch Riegelsdorf)
85. Sela pri Dobovi (dt. Dörflein)
86. Silovec (dt. Silowetz)
87. Slogonsko (dt. Kreisendorf)
88. Slovenska Vas (dt.  Windischdorf )
89. Sobenja Vas (dt. Sobendorf, auch Sobindorf)
90. Spodnja Pohanca (dt. Unter-Bohanz)
91. Sromlje (dt. Mannsburg)
92. Stankovo (dt. Stankau)
93. Stara Vas–Bizeljsko (dt. Altendorf)
94. Stojanski Vrh (dt. Feistenberg)
95. Trebež (dt. Trebesch)
96. Velika Dolina (dt. Grossthal)
97. Velike Malence (dt. Maleschenfurt, auch Grossmallenz)
98. Veliki Obrež (dt. Gross Brisach)
99. Vinji Vrh (dt. Weinberg)
100. Vitna Vas (dt. Wittmannsdorf, auch Wittersdorf, Wittendorf)
101. Volčje Vrhje (dt. Wolfsberg)
102. Vrhovska Vas (dt. Oberdorf , auch Werchovendorf)
103. Zasap (dt. Sasapp)
104. Žejno (dt. Scheina)
105. Zgornja Pohanca (dt. Ober-Bohanz)
106. Zgornji Obrež (dt. Ober Brisach)
107. Župeča Vas (dt. Siebendorf)
108. Župelevec (dt.  Kupellewitz)

## Nachbargemeinden
|       | Kozje, Bistrica ob Sotli                    |          |
| Krško | Kompassrose, die auf Nachbargemeinden zeigt | Kroatien |
|       | Kroatien                                    |          |

## Sehenswürdigkeiten und Aktivitäten
Brežice besitzt ein reiches historisches und kulturelles Erbe.
- Das Posavje-Museum (slowenisch: Posavski muzej Brežice) befindet sich im Schloss Brežice (Schloss Rann) und enthält archäologische und ethnologische Exponate, Exponate zum kroatischen und slowenischen Bauernaufstand sowie eine Sammlung moderner Geschichte. Es ist eines der größten Regionalmuseen des Landes.[3]
- Weitere Wahrzeichen der Stadt sind der Wasserturm aus dem Jahr 1914 sowie die Doppelbögen der 527 m langen Eisenbrücke, die die Flüsse Save und Krka überspannt.[4]
- Bei Čatež ob Savi (deutsch: Tschatesch) befindet sich die Therme Čatež, in Dobova die Therme Paradiso.[5][6]
- Hügelland von Bizeljsko mit Schloss Bizeljsko
- Weinanbaugebiet Bizeljsko–Sremič
- Schloss Mokritz (Ortsteil Rajec)

## Geschichte

### Massengrab Mostec
Im Herbst 2010 wurde in einem ehemaligen Panzergraben beim Dorf Mostec (dt. Brückel am Gurk) nahe Brežice ein Massengrab aus der Zeit kurz nach dem Zweiten Weltkrieg gefunden. Der Vorsitzende der slowenischen Regierungskommission für Massengräber der Nachkriegszeit, Jože Dežman, vermutet hier etwa 2000 bis 3000 Tote, darunter deutsche Soldaten bzw. volksdeutsche Angehörige der 7. SS-Freiwilligen-Gebirgs-Division „Prinz Eugen“, möglicherweise aber auch Volksdeutsche aus der Region, die hier zwischen Mai und Oktober 1945 nach ihrer Gefangennahme von Partisanen getötet wurden. Marko Štrovs, Chef der slowenischen Behörde für Massengräber, sprach nach zweiwöchigen Sondierungen gar von möglicherweise 10.000 Skeletten. Das Massengrab von Brežice sei somit das größte in Slowenien. Unter den Opfern vermutet er überwiegend kroatische Flüchtlinge. Aus den gefundenen Zahnprothesen wird geschlossen, dass viele ältere Personen darunter waren. Anwohner berichten davon, dass auch Bürger von Brežice getötet worden seien.

### Flüchtlingskrise 2015

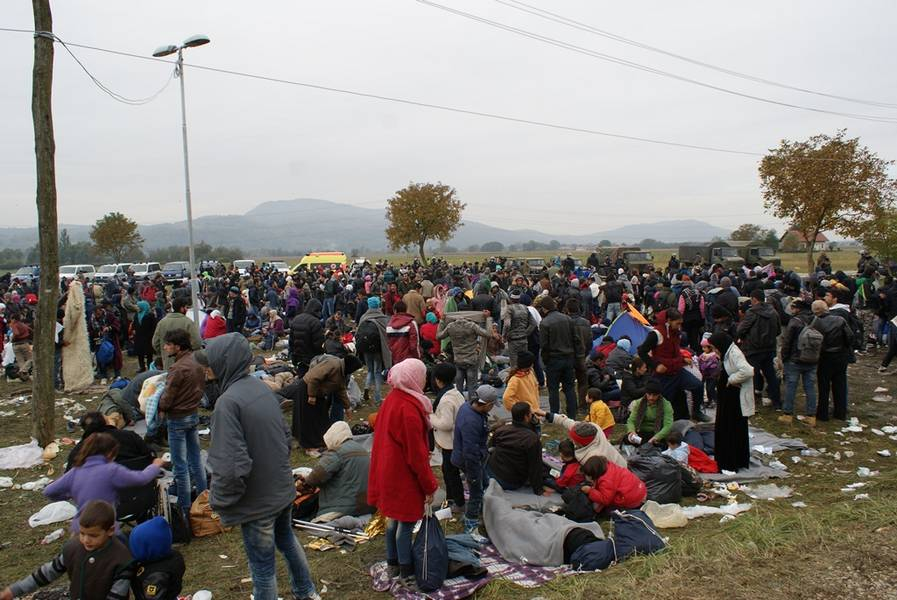
Das Notquartier für die Flüchtlinge im Oktober 2015

Im Zuge der Flüchtlingskrise in Europa 2015 geriet die Grenzgemeinde Brežice wegen des Grenzübergangs Harmica und des kurzfristig dort eingerichteten Flüchtlingslagers in den Blickpunkt der überregionalen Öffentlichkeit. Dabei wurde auch von Menschenrechtsverletzungen berichtet.

## Persönlichkeiten der Gemeinde
Söhne und Töchter:
- Željko Ražnatović („Arkan“; 1952–2000), Anführer einer paramilitärischen Miliz während der Jugoslawienkriege 1990–1995
- Nuša Derenda (* 1969), Popsängerin
- Davorin Kablar (* 1977), kroatischer Fußballspieler
- Nika Fleiss (* 1984), kroatische Skirennläuferin
- Klemen Slakonja (* 1985), Comedian, Schauspieler, Fernsehmoderator, Parodist und Musiker
- Klemen Cehte (* 1986), Handballspieler
- Antonio Šančić (* 1988), kroatischer Tennisspieler
- Nejc Cehte (* 1992), Handballspieler
- Urh Kastelic (* 1996), Handballspieler
- Jakob Urbanč (* 2005), Hammerwerfer

Personen mit Bezug zur Stadt/Gemeinde:
- Ludwig von Kosiack (15. Jahrhundert), adliger Burg- und Feldhauptmann, geriet 1475 bei einem Gefecht bei Rann (Brežice) in osmanische Gefangenschaft